# Pentathlon aux championnats du monde d'athlétisme en salle 2012
Navigation
2010 2014
Le Pentathlon des Championnats du monde en salle 2012 a lieu le 9 mars dans l'Ataköy Athletics Arena.

## Records et performances

### Records
Les records de l'heptathlon (mondial, des championnats et par continent) étaient avant les championnats 2012 les suivants.
| Record du monde           | Irina Belova      | Russie       | 4 991 pts | Berlin      | 15 février 1992 |
| Record des championnats   | Jessica Ennis     | Royaume-Uni  | 4 937 pts | Doha        | 13 mars 2010    |
| Record d'Afrique          | Eunice Barber     | Sierra Leone | 4 558 pts | Paris-Bercy | 7 mars 1997     |
| Record d'Asie             | Olga Rypakova     | Kazakhstan   | 4 582 pts | Pattaya     | 10 février 2006 |
| Record d'Amérique du Nord | Le Shundra Nathan | États-Unis   | 4 753 pts | Maebashi    | 5 mars 1999     |
| Record d'Amérique du Nord | Hyleas Fountain   | États-Unis   | 4 753 pts | Doha        | 13 mars 2010    |
| Record d'Amérique du Sud  | Themys Zambrzycki | Brésil       | 4 007 pts | Columbia    | 3 mars 1983     |
| Record d'Europe           | Irina Belova      | Russie       | 4 991 pts | Berlin      | 15 février 1992 |
| Record d'Océanie          | Jane Jamieson     | Australie    | 4 490 pts | Maebashi    | 5 mars 2003     |

## Résultats

### Finale
| Rang               | Athlète            | Nation      | Temps     | Note |
| ------------------ | ------------------ | ----------- | --------- | ---- |
| Médaille d'or      | Natallia Dobrynska | Ukraine     | 5 013 pts | WR   |
| Médaille d'argent  | Jessica Ennis      | Royaume-Uni | 4 965 pts | NR   |
| Médaille de bronze | Austra Skujytė     | Lituanie    | 4 802 pts | NR   |
| 4                  | Karolina Tyminska  | Pologne     | 4 725 pts | SB   |
| 4                  | Tatyana Chernova   | Russie      | 4 725 pts | SB   |
| 6                  | Ekaterina Bolshova | Russie      | 4 639 pts |      |
| 7                  | Hanna Melnychenko  | Ukraine     | 4 623 pts |      |
| 8                  | Yana Maksimava     | Biélorussie | 4 601 pts |      |

### Détails des épreuves
| Rang | Athlète            | Nation      | Temps  | Points    | Note |
| ---- | ------------------ | ----------- | ------ | --------- | ---- |
| 1    | Jessica Ennis      | Royaume-Uni | 7 s 91 | 1 150 pts |      |
| 2    | Tatyana Chernova   | Russie      | 8 s 29 | 1 064 pts |      |
| 3    | Natallia Dobrynska | Ukraine     | 8 s 38 | 1 044 pts |      |
| 4    | Hanna Melnychenko  | Ukraine     | 8 s 45 | 1 028 pts |      |
| 5    | Karolina Tyminska  | Pologne     | 8 s 52 | 1 013 pts |      |
| 6    | Austra Skujytė     | Lituanie    | 8 s 57 | 1 002 pts | PB   |
| 7    | Ekaterina Bolshova | Russie      | 6 s 62 | 991 pts   |      |
| 8    | Yana Maksimava     | Biélorussie | 6 s 80 | 952 pts   |      |

| Rang | Athlète            | Nation      | Marque | Points    | Note |
| ---- | ------------------ | ----------- | ------ | --------- | ---- |
| 1    | Yana Maksimava     | Biélorussie | 1,90 m | 1 106 pts | PB   |
| 1    | Austra Skujytė     | Lituanie    | 1,90 m | 1 106 pts | PB   |
| 3    | Jessica Ennis      | Royaume-Uni | 1,87 m | 1 067 pts |      |
| 4    | Ekaterina Bolshova | Russie      | 1,87 m | 1 067 pts |      |
| 5    | Natallia Dobrynska | Ukraine     | 1,84 m | 1 029 pts | SB   |
| 6    | Hanna Melnychenko  | Ukraine     | 1,84 m | 1 029 pts | SB   |
| 7    | Tatyana Chernova   | Russie      | 1,84 m | 1 029 pts | SB   |
| 8    | Karolina Tyminska  | Pologne     | 1,72 m | 879 pts   | SB   |

| Rang | Athlète            | Nation      | Marque    | Points  | Note |
| ---- | ------------------ | ----------- | --------- | ------- | ---- |
| 1    | Natallia Dobrynska | Ukraine     | 16,51 m   | 962 pts | SB   |
| 2    | Austra Skujytė     | Lituanie    | 16,26 m   | 946 pts |      |
| 3    | Yana Maksimava     | Biélorussie | 14,85 m   | 851 pts |      |
| 4    | Jessica Ennis      | Royaume-Uni | 14,79 m   | 847 pts | PB   |
| 5    | Karolina Tyminska  | Pologne     | 14,68 m   | 839 pts |      |
| 6    | Tatyana Chernova   | Russie      | 13,90 m   | 787 pts | SB   |
| 7    | Hanna Melnychenko  | Ukraine     | 13,29 m   | 747 pts |      |
| 8    | Ekaterina Bolshova | Russie      | 12,07 pts | 666 pts |      |

| Rang | Athlète            | Nation      | Marque | Points    | Note |
| ---- | ------------------ | ----------- | ------ | --------- | ---- |
| 1    | Natallia Dobrynska | Ukraine     | 6,57 m | 1 030 pts | SB   |
| 2    | Ekaterina Bolshova | Russie      | 6,52 m | 1 014 pts | PB   |
| 3    | Karolina Tyminska  | Pologne     | 6,49 m | 1 004 pts |      |
| 4    | Hanna Melnychenko  | Ukraine     | 6,27 m | 939 pts   |      |
| 5    | Tatyana Chernova   | Russie      | 6,25 m | 927 pts   |      |
| 6    | Austra Skujytė     | Lituanie    | 6,24 m | 924 pts   |      |
| 7    | Jessica Ennis      | Royaume-Uni | 6,19 m | 908 pts   |      |
| 8    | Yana Maksimava     | Biélorussie | 5,80 m | 789 pts   |      |

| Rang | Athlète            | Nation      | Temps         | Points  | Note |
| ---- | ------------------ | ----------- | ------------- | ------- | ---- |
| 1    | Jessica Ennis      | Royaume-Uni | 2 min 08 s 09 | 993 pts | PB   |
| 2    | Karolina Tyminska  | Pologne     | 2 min 08 s 25 | 990 pts | SB   |
| 3    | Natallia Dobrynska | Ukraine     | 2 min 11 s 15 | 948 pts | PB   |
| 4    | Tatyana Chernova   | Russie      | 2 min 13 s 23 | 918 pts | SB   |
| 5    | Yana Maksimava     | Biélorussie | 2 min 14 s 25 | 903 pts | PB   |
| 6    | Ekaterina Bolshova | Ukraine     | 2 min 14 s 43 | 901 pts |      |
| 7    | Hanna Melnychenko  | Ukraine     | 2 min 15 s 53 | 885 pts |      |
| 8    | Austra Skujytė     | Lituanie    | 2 min 19 s 99 | 824 pts | SB   |

## Légende
Records et Performances
- AR : Record continental (area record)
- CR : Record des championnats (championship record)
- MR : Record du meeting (meet record)
- NR : Record national (national record)
- OR : Record olympique (olympic record)
- PR : Record paralympique (paralympic record)
- PB : Record personnel (personal best)
- SB : Meilleure performance personnelle de la saison (season's best)
- WL : Meilleure performance mondiale de l'année (world leader)
- WJR : Record du monde junior (world junior record)
- WR : Record du monde (world record)

Circonstances et Conditions
- DNF : N'a pas terminé (did not finish)
- DNS : N'a pas pris le départ (did not start)
- DQ : Disqualification (disqualification)
- NM : Aucun essai valable enregistré (No Mark)
- Q : Qualifié « directement » au prochain tour (ou à la prochaine compétition), lors d'une compétition majeure, grâce au classement ou à la réalisation des minima (automatic qualifier)
- q : Qualifié au prochain tour (ou à la prochaine compétition), lors d'une compétition majeure, grâce au repêchage ou à la réalisation de l'une des meilleures performances parmi celles des « non qualifiés directement » (grâce au meilleur temps ou à la meilleure distance par exemple) (secondary qualifier)